# Alser Straße

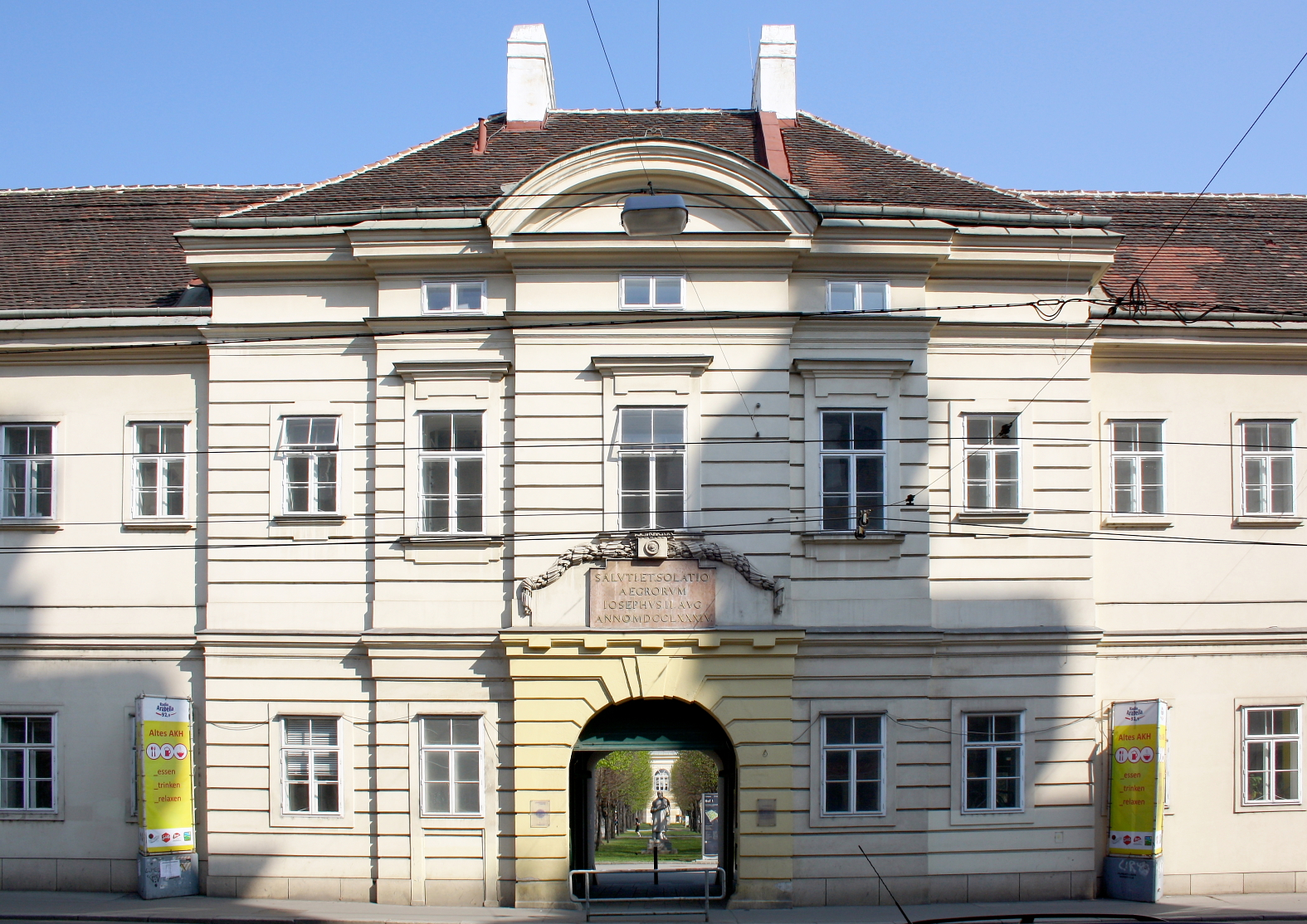
Das Alte AKH an der Alser Straße

Die Alser Straße in Wien, schon 1211 so erwähnt, verbindet den nördlichen Teil der Inneren Stadt mit Ottakring (16.) und Hernals (17. Bezirk). An der circa 1070 Meter langen Geschäftsstraße mit Straßenbahnverkehr findet man auf Grund der Nähe zum Allgemeinen Krankenhaus der Stadt Wien (AKH), den Universitätskliniken, auch zahlreiche Arztordinationen.

## Name
Der 1862 amtlich erfasste, damals schon vor über 600 Jahren erstmals verwendete Name zitiert die (heute kanalisierte) Als, die unterirdisch nördlich der Straße fließt. Siehe: kurze Geschichte der Straße.
Der Alser Bach, nach dem die Alserbachstraße im 9. Bezirk benannt ist, war einer der Wienerwaldbäche, deren Wässer häufig die Gegend überschwemmten. Heute mündet die Als, vereinigt mit dem Währinger Bach, als Bachkanal in den rechten Hauptsammelkanal der Stadt und endet somit in der Hauptkläranlage Wien.

## Geschichte

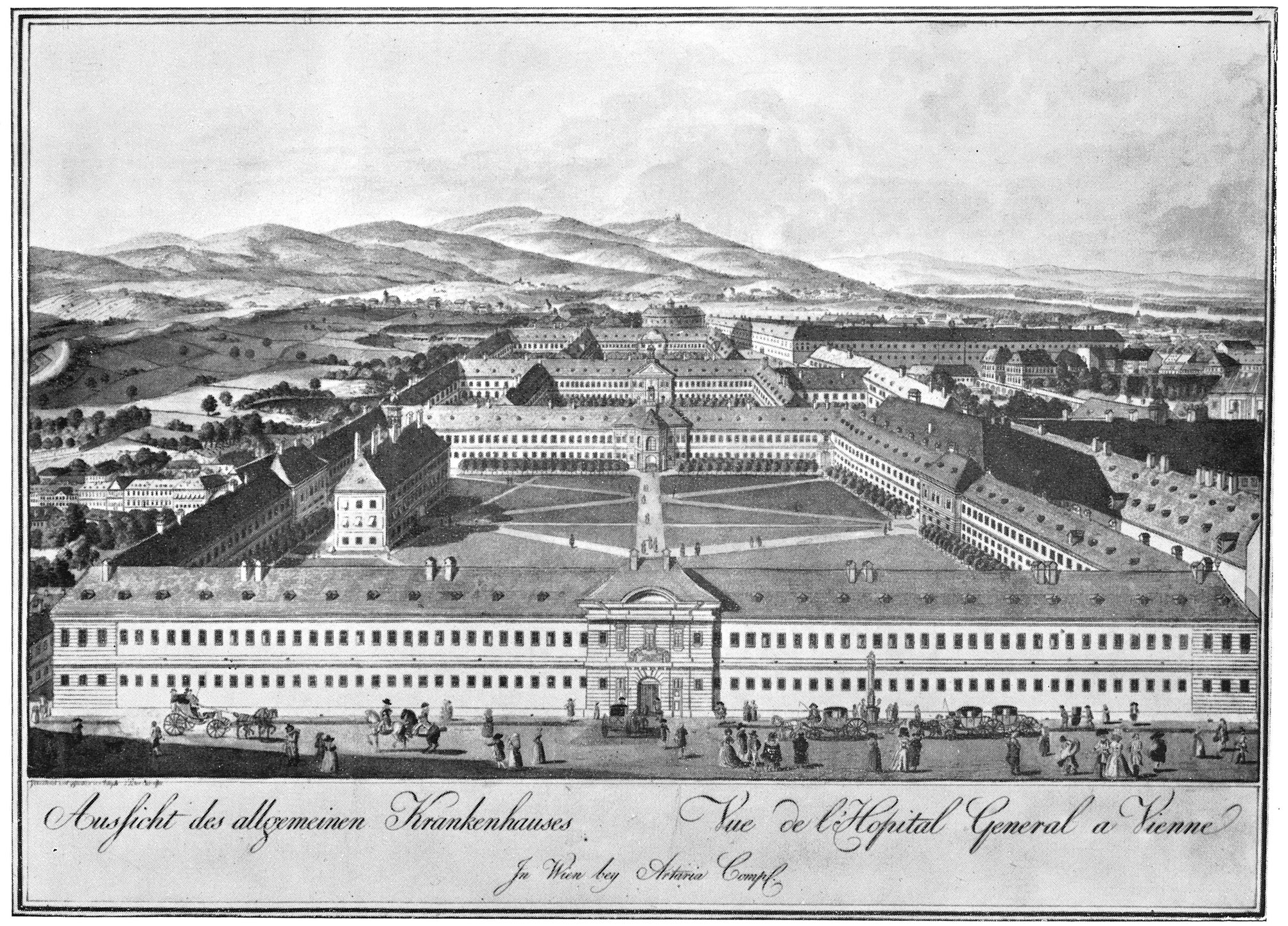
Die Alser Straße an der Gebäudefront des Alten AKH, 1784

Für das Jahr 1211 ist die Erwähnung der „Alsaerstrâzze“ als Siedlungsgebiet vor dem Schottentor, einem der Stadttore Wiens, bekannt. Später findet man die Namen Alstergasse (1628), In der vordern Alstergassen (1766), Große Gasse und Alsergrund Hauptstraße. Seit 1862 trägt sie amtlich den Namen Alser Straße.
Der heutige Verlauf der Straße wurde 1684 nach der zweiten Wiener Türkenbelagerung (15. Juli bis 12. September 1683), bei der große Teile der Vorstädte zerstört wurden, festgelegt. Ab 1684 entstanden Häuser links und rechts der Alser Straße. 1704 wurde der Linienwall als äußere Befestigungsanlage Wiens und seiner Vorstädte errichtet. Am damaligen westlichen Ende der Straße bei der Bennogasse (Ecke Alser Straße 65) befand sich ein Tor des Linienwalls namens Hernalser Linie, 1829–1890 mit dem dazugehörigen Linienamt, wo die Verzehrungssteuer, eine innerhalb des Walls für Lebensmittel geltende Umsatzsteuer, eingehoben wurde.
Auf dem heutigen Otto-Wagner-Platz nördlich der Alser Straße bauten die niederösterreichischen Stände 1685–1689 ihre Landschaftsschule bzw. -akademie zur Bildung der adeligen Söhne des Erzherzogtums Österreich unter der Enns. 1688 begannen die Trinitarier („Weißspanier“) mit der Errichtung eines Klosters an der südlichen Straßenseite. In den Jahren 1694 bis 1704 wurde im unmittelbaren Anschluss an das Kloster die Alserkirche errichtet. 1749 wurde die Landschaftsakademie aufgelassen und auf dem Gelände bis 1753 die Alser Kaserne erbaut, die bis 1912 auf der nördlichen Straßenseite den Beginn der Alser Straße markierte.
Kaiser Leopold I. ordnete 1693 als Landesherr auf jener Fläche, auf der sich heute das Alte AKH befindet, die Errichtung eines Großarmen- und Invalidenhauses an. Dieses wurde später mehrmals erweitert. Es wurde schließlich auf Veranlassung von Kaiser Joseph II. umgewidmet und am 16. August 1784 als Allgemeines Krankenhaus, damals eines der wohl weltweit modernsten Spitäler, neu eröffnet.
1784 zogen im Zuge der Kirchenreformen von Joseph II. in Österreich die Minoriten in das Kloster ein, das seither als Minoritenkloster Wien bezeichnet wird. Der Kaiser hatte als Landesherr entschieden, dass die Minoriten vom Minoritenplatz in der Altstadt, wo sie um die Minoritenkirche ansässig waren, in die Alser Straße zu übersiedeln hatten. Die Minoriten übernahmen die Seelsorge für das gegenüber gelegene Allgemeine Krankenhaus und später auch für das Gefangenenhaus des Landesgerichts.
Das Wiener Findelhaus wurde am 1. Juli 1788 an die Alser Straße (etwa heutige Nr. 21 und 23) verlegt, wo es bis zu seiner Übersiedlung nach Gersthof (im 18. Bezirk) 1910 blieb. Bei der Eröffnung war Joseph II. anwesend. Das Findelhaus beherbergte und versorgte Kinder von ledigen Müttern, die sich auf Grund ihrer persönlichen Lebensumstände nicht in der Lage sahen, ihre Kinder zu behalten. Das Findelhaus bewahrte die Anonymität der Mütter. Nach der Verlegung wurde das Grundstück parzelliert und auf einem Teil (zwischen den Nr. 21 und 23) die Einmündung der Langen Gasse in die Alser Straße gebaut.
1806 wurde in einem Trakt des Minoritenklosters das k.k. Civil-Mädchen-Pensionat untergebracht. Es bildete Mädchen zu Lehrerinnen und Erzieherinnen aus. Die Räumlichkeiten waren allerdings für diesen Zweck ungeeignet und die Schlafsäle der Mädchen bald überfüllt. Zudem empfand man die Nachbarschaft des Findelhauses als unpassend. 1841 übersiedelte das Pensionat ins Palais Strozzi in der damaligen Vorstadt Josefstadt.
In der Alservorstadt, die sich zu beiden Seiten der Alser Straße erstreckte, siedelten sich zahlreiche Buchdrucker und Verleger an. 1805 gründete Georg Ueberreuter seine eigene Druckerei im Haus „Zum Pelikan“ (heute Alser Straße 24). Die Geschäftsführung des Verlags Carl Ueberreuter befindet sich bis heute dort. Zum Zeitpunkt der Gründung der Ueberreuter-Druckerei gab es noch keine Hausnummern. Die Häuser wurden durch Hauszeichen gekennzeichnet, die sich über der Haustür oder an einer Hausecke befanden. Die Hauszeichen wurden im sog. „Häuserschematismus“ veröffentlicht.
1848 / 1849 wurde die feudale Grundherrschaft in Österreich aufgelöst; 1849 wurde ein provisorisches Gemeindegesetz erlassen, in dem bestimmt wurde: Vorstädte haben mit der eigentlichen Stadt immer eine einzige Ortsgemeinde zu bilden. Daher wurde die Alservorstadt 1849 dem Wiener Gemeinderat unterstellt und 1850 als Teil des damals neu konstituierten 8. Bezirks, des Alsergrundes, formell nach Wien eingemeindet. Wien wurde damit bis zum Linienwall erweitert.
1861 wurde der Teil der Alservorstadt südlich der Alser Straße zum Bezirk Josefstadt transferiert; seither ist die Straße Bezirksgrenze. Auf Grund der Teilung der Wieden rückten die Bezirksnummern hier 1861 um eins vor. Die Josefstadt war nunmehr der 8. Bezirk, der Alsergrund der 9. 1862 wurden zahlreiche Mehrfachverwendungen von Straßennamen, die sich durch die Stadterweiterung 1850 ergeben hatten, durch Umbenennungen behoben (darunter vier Seitengassen der Alser Straße im 8. Bezirk) und die bis heute gültigen Grundsätze zur straßenweisen Nummerierung der Häuser eingeführt.
Am 4. Oktober 1865 wurde der Betrieb der ersten, privaten Pferdetramway Wiens vom Schottentor durch die Alser Straße in den Vorort Hernals außerhalb des Linienwalls aufgenommen. Die Wagen hatten 36 Plätze und wurden anfangs von zwei, ab 1879 nur mehr von einem Pferd gezogen.
Die Vereinigung der außerhalb des Linienwalls gelegenen Vororte mit der Stadt Wien wurde vom Niederösterreichischen Landtag 1890 beschlossen und bis 1892 durchgeführt. In den 1890er Jahren wurde der Linienwall demoliert, die Gürtelstraße komplettiert und ausgebaut sowie die Wiener Stadtbahn errichtet; Gürtel- und Obere Wientallinie wurden am 11. Mai 1898 als erster Teil der Stadtbahn eröffnet.
Am 8. August 1901 begann in der Alser Straße der im Zuge der Kommunalisierung der Straßenbahn eingeführte elektrische Betrieb; seit 13. März 1907 werden die heutigen Liniennummern verwendet. 1905 wurden die Bezirksgrenzen, die dem Verlauf des ehemaligen Linienwalls folgten, durch Landesgesetz westwärts an den Gürtel verschoben. Auf Grund dessen wurde der kleine Teil der Ottakringer Straße, der sich östlich des Gürtels befand, in die Alser Straße einbezogen, die seither im Westen nicht mehr bei der Bennogase, sondern beim Gürtel endet. (Die Ottakringer Straße wurde nicht umnummeriert und beginnt daher seither am Gürtel mit den Hausnummern 5 und 10.)
Bis 30. Juni 1980 befuhren auch die Züge der Linie H2 die Route Alser Straße–Kinderspitalgasse, deren Streckenteil auf der Zweierlinie seit 30. August 1980 durch die U-Bahn-Linie U2 ersetzt wird; die nächste zentrumsseitige U-Bahn-Station wurde damals die Station Schottentor. Seit 7. Oktober 1989 ersetzt die U-Bahn-Linie U6 die Gürtelstadtbahn; aus technischen Gründen behielt sie im Unterschied zu den anderen Wiener U-Bahn-Linien die von der Wiener Elektrischen Stadtbahn übernommene Oberleitung.

## Verlauf und Verkehr

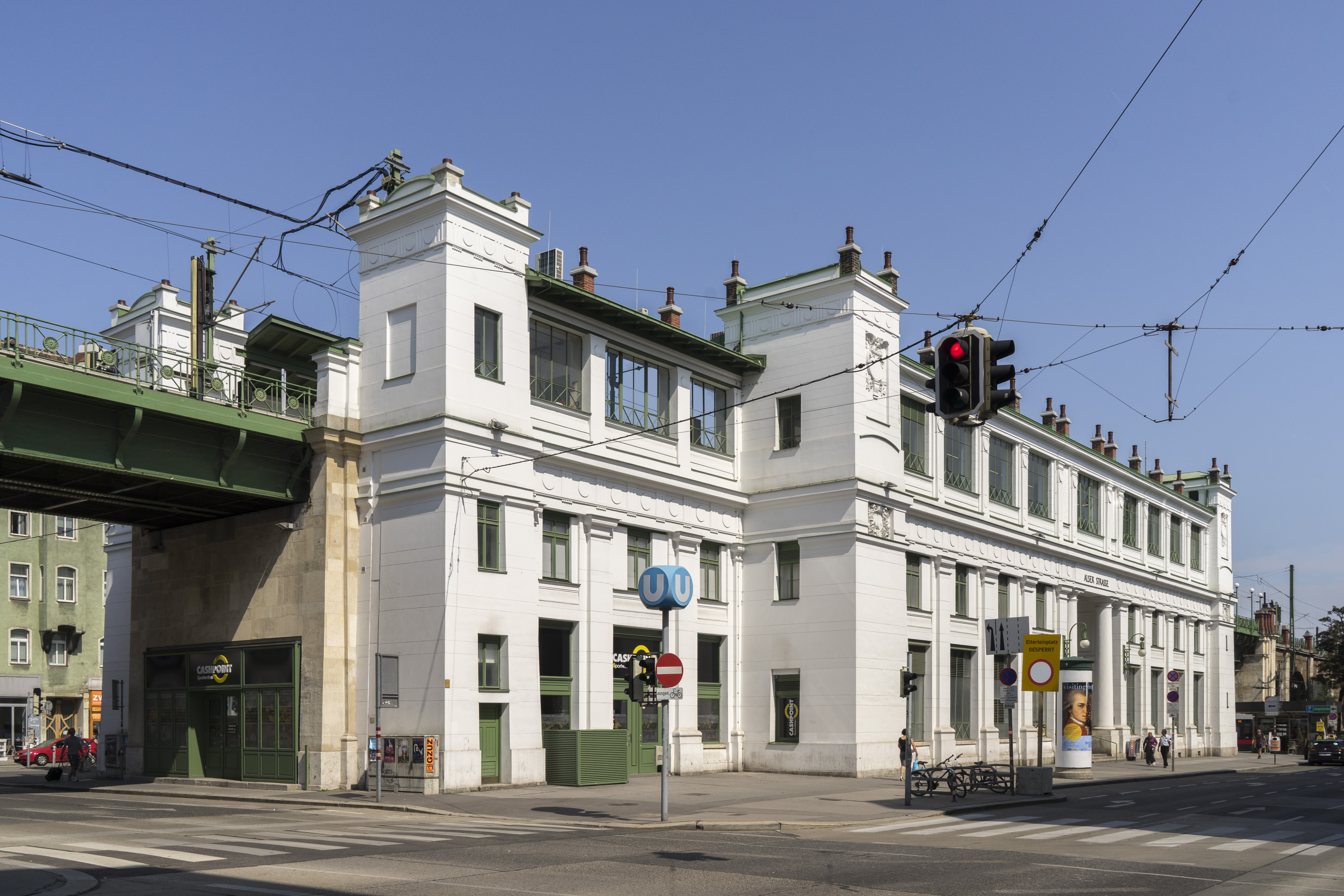
U-Bahn-Station Alser Straße am Gürtel

Die Straße beginnt stadtzentrumsseitig in Verlängerung der Universitätsstraße nicht etwa, wie man annehmen könnte, an der Ecke zur Landesgerichtsstraße (Grenze zwischen 1. und 8. Bezirk) bzw. zur Garnisongasse, sondern erst nach dem in der Realität nicht als eigene Verkehrsfläche erkennbaren Frankhplatz; zu ermitteln ist dies nur auf dem elektronischen Stadtplan der Wiener Stadtverwaltung, der bei stärkerer Vergrößerung auch alle Hausnummern ausweist. Sie verläuft von dort westwärts und bildet bis zum inneren Hernalser Gürtel, an dem sie endet, die Grenze zwischen den Bezirken Josefstadt (8.), südliche Straßenseite, und Alsergrund (9. Bezirk), nördliche Straßenseite. (Die Grenze verläuft zumeist genau in der Straßenmitte.)
Die Orientierungsnummern wurden regelgemäß, stadtzentrumsseitig beginnend, an der linken, südlichen Straßenseite mit ungeraden Zahlen, an der rechten, nördlichen Straßenseite mit geraden Zahlen zugeteilt. Das Gebäude mit den Hausnummern 1, 3 und 5 ist der westliche Teil der nördlichen Schmalseite des Grauen Hauses, eines Landesgerichts mit Gefangenenhaus (der östliche Teil dieser Schmalseite hat die theoretische Adresse Frankhplatz 1). Nr. 2 und 4 trägt westlich des Otto-Wagner-Platzes das Alte AKH, seit 1998 Campus der Universität Wien.
Unmittelbar westlich des Alten AKH kreuzt der Straßenzug 8., Lange Gasse / 9., Spitalgasse, befahren von den Straßenbahnlinien 5 und 33, die Alser Straße.
Charakteristisch für die Straße ist, dass in ihrer westlichen Hälfte zwei Gassen im spitzen Winkel westwärts von ihr abzweigen, wobei sich kleine platzartige Erweiterungen der Straße ergeben. Südwestwärts zweigt bei Nr. 31 die Skodagasse (benannt nach dem Pathologen Josef von Škoda) in den 8. Bezirk ab (nördliche Endstation der Autobuslinie 13A). Diese Verkehrsfläche, im Volksmund auch Alserspitz genannt, wurde 2019 umgestaltet, begrünt und in Trude-Waehner-Platz umbenannt. 250 Meter weiter bei Nr. 36 westnordwestwärts, wie eine Gabelung, die Kinderspitalgasse in den 9. Bezirk. In diese wird der Individualverkehr als Einbahn stadtauswärts geleitet; die Alser Straße ist für ihn von hier westwärts Einbahn Richtung Stadtzentrum.
Die höchsten Hausnummern, Ecke Gürtel, tragen die Wohnhäuser Nr. 71 (8. Bezirk) und Nr. 56 (9. Bezirk). Auf dem Gürtel, einer der am stärksten befahrenen Straßen Österreichs, befindet sich einen Häuserblock nördlich der Einmündung der Alser Straße zwischen Kinderspitalgasse und Lazarettgasse bzw. zwischen innerem und äußerem Gürtel die U-Bahn-Station Alser Straße der hier als Hochbahn geführten U6. Westlich des Gürtels führt der Straßenzug in der Ottakringer Straße weiter stadtauswärts.

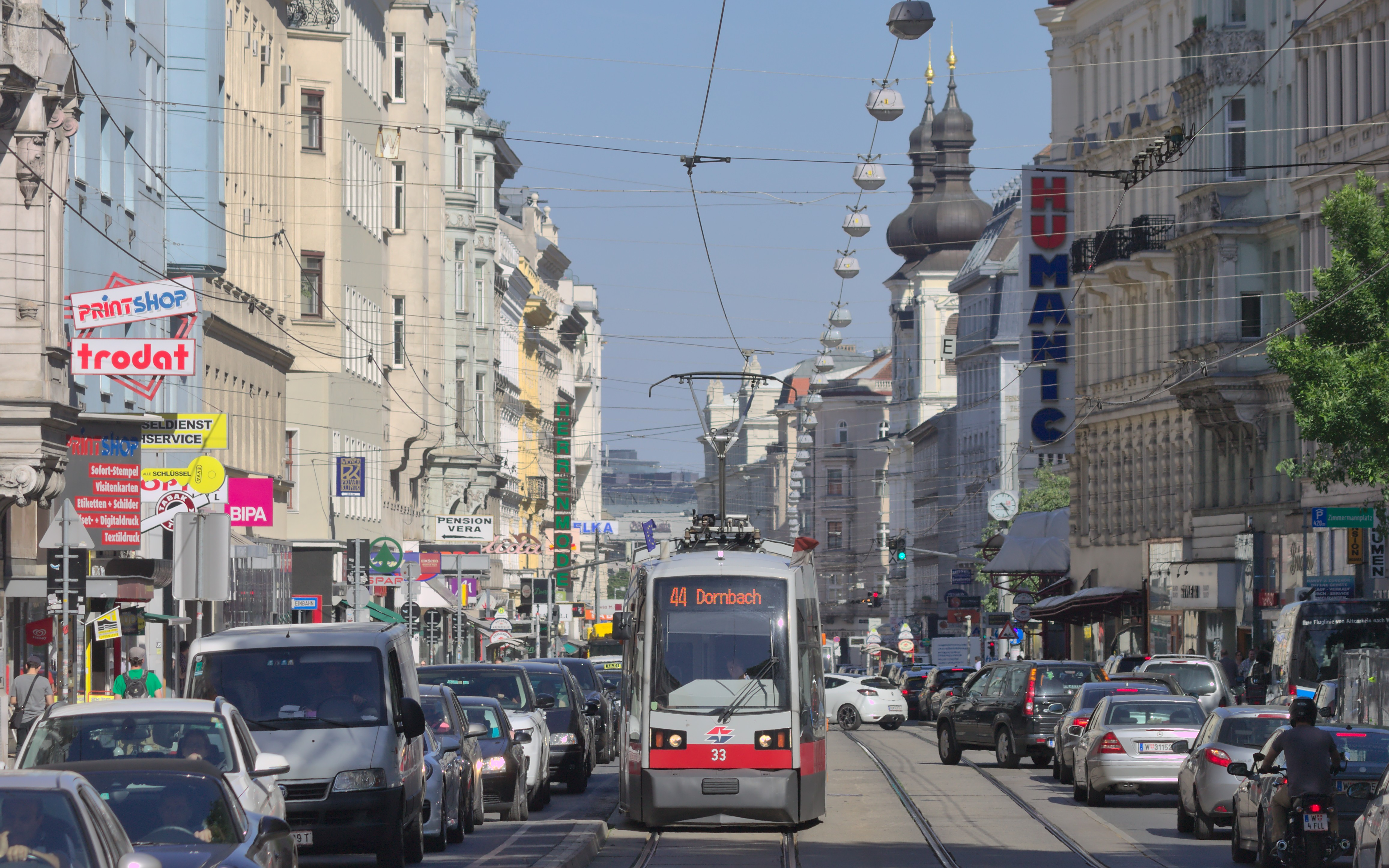
Straßenbahn der Linie 44 im dichten Autoverkehr

Die Straßenbahnlinie 44 befährt die Alser Straße auf voller Länge, die Linie 43 zweigt, zur U-Bahn-Station führend, in die Kinderspitalgasse und die Lazarettgasse ab.
Die Bedeutung der Alser Straße als Geschäftsstraße und (mit den Seitengassen) Standort zahlreicher Gastronomiebetriebe ergibt sich aus der Nachbarschaft zum Allgemeinen Krankenhaus, dessen Neubau etwa 400 Meter nördlich der Straße errichtet wurde, und zum Universitätscampus. Beide Einrichtungen werden täglich von vielen Tausenden Menschen zum Arbeiten, zum Studieren bzw. zu medizinischen Zwecken aufgesucht. Damit erhält die Straße Frequenz und Umsatz nicht nur aus den angrenzenden Wohnvierteln des 8. und des 9. Bezirks.

## Adressen
(Gerade Hausnummern im 9. Bezirk, ungerade im 8. Bezirk.)
- Ohne Nummer: Wo sich heute der Otto-Wagner-Platz mit dem Ostarrichi-Park erstreckt, an dessen nördlichem Rand bis 1918 der Sitz der Österreichischen Nationalbank erbaut wurde, stand 1753–1912 direkt an der Alser Straße (damals Nr. 2) die Alser Kaserne des k.u.k. Heeres. Vor dem Kasernenbau befand sich hier 1689–1749 die Landschaftsakademie der niederösterreichischen Stände (siehe Abschnitt Geschichte).[7]
- Nr. 2 und 4 (früher nur Nr. 4): Etwa zwei Drittel des Alten AKHs, dessen Vorgängerinstitution wie die gegenüber liegende Alserkirche in den 1690er Jahren gebaut wurde und in dem bis Anfang der 1990er Jahre noch Kliniken des AKH betrieben wurden, sind seit 1998 der öffentlich zugängliche Campus der Universität Wien mit einigen Gastronomiebetrieben. An den sehr großen 1. Hof schließt nördlich der 2. Hof an; hier befindet sich ein als Wiener Naturdenkmal Nr. 762 unter Schutz gestellter Judasbaum (Cercis siliquastrum).[8] Im 6. Hof steht die ehemalige, 1903 von Max Fleischer gestaltete und 2005 als Denkmal wieder eröffnete kleine Synagoge im alten AKH Wien,[9] noch etwas weiter nördlich der Narrenturm, der heute die Pathologisch-anatomische Sammlung des Naturhistorischen Museums beherbergt.

- Bei Nr. 17 gegenüber dem Alten AKH: Alserkirche (Kirche zur Allerheiligsten Dreifaltigkeit). In der Krypta sind der 1708 verstorbene Barockbildhauer Paul Strudel und Mitglieder der Grafenfamilie Caraf(f)a bestattet.[10] In der Kirche wurde Ludwig van Beethoven am 29. März 1827 eingesegnet. Franz Schubert schrieb 1828 kurz vor seinem Tod den Hymnus „Glaube, Hoffnung und Liebe“ D. 954 zur Glockenweihe. Das mit der Kirche verbundene Minoritenkloster Wien auf Nr. 17 beherbergt die Zentralbibliothek der österreichischen Minoritenprovinz.

- Nr. 20: Hier wohnten die prominenten Ärzte Johann Peter Frank und Theodor Billroth.

- Nr. 24 (Ecke Pelikangasse): Im Vorgängerbau mit der Adresse „Zum Pelikan“ richtete Georg Ueberreuter 1805 eine Buchdruckerei ein. Hier ist bis heute der Sitz des Verlags Carl Ueberreuter.

- Nr. 25: 1856 kaufte der Arzt Johann von Oppolzer, dessen Sohn Theodor Oppolzer sich hier eine Privatsternwarte einrichtete, von der Schriftstellerin Caroline Pichler den Vorgängerbau des heutigen, 1910 / 1911 errichteten Hauses. Nach Achleitner wurde das barocke Portal des Altbaus im Hof des Neubaus montiert.

- Nr. 26: Gedenktafel für Gabriele Possanner. Sie war nach vielen Mühen 1897 die erste Frau, die in Österreich zum Doktor der Medizin promovieren und als Ärztin arbeiten konnte, und wohnte und praktizierte von 1907 an hier. Das Haus wurde 1944 bei einem Bombenangriff zerstört.

- Nr. 28: 1900 erbaut im Auftrag des an der Universität Wien lehrenden Dermatologen Moriz Kaposi (1837–1902), an den eine neben dem Portal angebrachte Gedenktafel erinnert. Im Hinterhaus plante der Bauherr ein Sanatorium einzurichten, doch das vor Fertigstellung eingetretene Ableben Kaposis machte das Vorhaben gegenstandslos, und die Räume wurden später als Wohnungen genutzt.[11]

- Nr. 30: Im Haus, das damals hier stand, lebte einige Zeit Ludwig van Beethoven. Er wechselte seinen Wohnsitz sehr häufig; von ihm sind zahlreiche Adressen in und um Wien bekannt.

- Nr. 32: Viktor Frankl, bekannter Facharzt für Neurologie und Psychiatrie sowie Buchautor, hatte seine Ordination in der Wohnung Nr. 12.

- Nr. 35: Der Vorbau eines Schuhgeschäfts an der Abzweigung der Skodagasse (Alser Spitz) sowie dessen Innenraum und der davor liegende Imbissstand wurde 1979/80 von Günther Domenig gestaltet.

- Nr. 38 (= Kinderspitalgasse 1): Geburtshaus von Ludwig Anzengruber

- Vor Nr. 47: An der südlichen Straßenseite steht als Wiener Naturdenkmal Nr. 734 eine unter Schutz gestellte Platane (Platanus x hybrida).[12]